# باتريك ويلكينسون
باتريك ويلكينسون (بالإنجليزية: Patrick Wilkinson)‏ (19 مايو 1999 بأوفرلاند بارك في الولايات المتحدة - ) هو لاعب كرة قدم أمريكي في مركز الوسط.

## وصلات خارجية
- باتريك ويلكينسون على موقع قاعدة بيانات كرة القدم.إي يو (الإنجليزية)